# Histanocerus deharvengi
Histanocerus deharvengi es una especie de coleóptero de la familia Pterogeniidae.

## Distribución geográfica
Habita en Papúa Nueva Guinea.